# الكدحة (الحديدة)

تعديل مصدري - تعديل

الكدحة هي إحدى قرى مديرية حيس، التابعة لمحافظة الحديدة اليمنية، بلغ تعداد سكانها 1685 نسمة حسب الإحصاء الذي جرى عام 2004.